# دراگ (اشتاینبورگ)
دراگ (به آلمانی: Drage) یک شهر در آلمان است که در اشتاینبورگ واقع شده‌است. دراگ ۲۵۸ نفر جمعیت دارد.